# 李忠清
李忠清（1827年5月10日—1885年7月29日），字蓉洲，浙江省嘉興縣人，監生。

## 生平
- 咸豐五年，分發四川以通判試用[3]。
- 咸豐十年十月，以勦撫另股滇匪出力，著賞加同知銜[4]
- 咸豐九年十一月，署慶符縣知縣[5][6][7][8][9]
- 同治元年，以與粵匪大戰，阻石達開於四川綦江，使其改竄貴州。著免補本班。以同知用[10][11]
- 同治十二年（1873年），署四川鄰水縣知縣，鄰水教亂時其極力調護，民賴以安[12]
- 光緒六年調補打箭鑪廳同知[13]
- 署越巂廳同知[14]
- 署四川新寧縣知縣時，清查並捐亷置鄉義學田業，設舘十四堂，貧家兒童始得讀書[15]
- 理番直隸廳同知
- 打箭鑪廳同知
- 松潘直隸廳同知
- 城口廳同知
- 四川新寧縣知縣[16]
- 銅梁縣知縣
- 合州知州[17]
- 忠州直隸州知州
- 瀘州直隸州知州
- 四川機器局委員[18]